# Cabin in the wata
«Cabin in the wata» (Cabin in the water, traducción literal 'cabaña en el agua') es una canción del compositor costarricense Walter Ferguson, perteneciente al género del calipso limonense. La canción es una de las más conocidas de su autor, reconocido en Costa Rica como «el rey del calipso», y ganador del Premio Nacional de Cultura Inmaterial Emilia Prieto 2017, así como una de las más representativas de su género musical, el cual es patrimonio cultural de Costa Rica.
La canción es una crónica de un hombre que construyó una cabaña sobre las aguas de la ribera marítima de un parque nacional, al ser desalojado de sus propias tierras para la creación del mismo. En ella está presente tanto la sensibilidad social como el cuestionamiento de la identidad, la pertenencia y el derecho de la población afrodescendiente a habitar en territorio costarricense, con la problemática social implícita.

## Letra
La letra de la canción está escrita en inglés criollo limonense. En tono de humor, Ferguson narra la historia de un individuo que construyó su casa sobre el mar, con el fin de evitar ser desalojado de sus tierras por el gobierno. Como la mayoría de los calipsos limonenses, «Cabin in the wata» es a la vez una narración anecdótica y una crítica social y política. El calypsonian (nombre que recibe el cantor de calipsos) es el storyteller, el cronista de su comunidad, y sus canciones reflejan aspectos específicos de la realidad sociopolítica y cultural de los afrodescendientes en Costa Rica.
La canción también hace una crítica al poder que tiene el Estado de quitarle sus tierras a las personas, y se refiere más concretamente a cómo afectó la creación del parque nacional Cahuita (1970) a las comunidades que vivían en las tierras que este ocupa actualmente. Para la creación del parque, todas las familias que vivían a 20 millas de la playa hacia el interior tuvieron que dejar sus tierras, viéndose obligadas a abandonar su forma de vida y buscar otro estilo de vida para sobrevivir. Otro tema incluye la denuncia de que la ciudadanía costarricense, al menos para los afrodescendientes, tiene un aspecto apenas nominal para esta comunidad, pues en realidad no les sirve como defensa ante el abuso de las autoridades. En aquella época, a muchos afrodescendientes se les amenazaba con la cárcel o la deportación si no lograban demostrar su nacionalidad costarricense, esto debido a la diferencia racial, cultural e idiomática entre los afrodescendientes de Limón (de piel negra, cultura afrobritánica y lengua inglesa) con el resto del país (blancos, de cultura hispánica y lengua española).
La astucia del personaje principal para resolver la situación es una referencia a la cultura de resistencia oblicua del calipso, la cual privilegia la astucia sobre la resistencia frontal: a la manera de Anancy, el héroe cultural de los pueblos afrocaribeños, en lugar de un enfrentamiento directo, el protagonista utiliza su ingenio para encontrar una solución creativa y derrotar a su oponente (el gobierno), a la vez que preserva su estilo de vida. Otro aspecto cultural es el hecho de que sea una mujer la que representa al gobierno de Costa Rica. Además de la obvia referencia por el género femenino del nombre del país, tradicionalmente y hasta épocas muy recientes, el calipso ha sido un género musical eminentemente masculino, con pocas mujeres calipsonianas. Esto se debe a la conservación de roles de género tradicionales aun persistentes en algunas comunidades afrodescendientes. No es raro encontrar en otros calipsos limonenses a las figuras femeninas en roles negativos.

## Música
El calipso limonense es el ritmo más importante de la región afrocaribeña de Costa Rica, localizada en la provincia de Limón. Surgido en la época colonial en las Antillas de influencia inglesa (Trinidad y Tobago, Jamaica, San Cristóbal y Nieves, entre otros), llegó a la costa caribeña de Costa Rica con la inmigración de afrodescendientes a partir de 1870, principalmente jamaiquinos de cultura afrobritánica y lengua inglesa. Sus raíces se encuentran en el calipso trinitense, al que el músico limonense adaptó el tempo de la música mento jamaiquina.
«Cabin in the wata» consta de 6 estrofas con su estribillo. Cada estrofa varía en extensión y posee una conexión, excepto la última, que no incluye conexión instrumental. La canción está escrita en una tonalidad en re mayor. Su instrumentación original es en guitarra acústica y voz. Su estructura armónica refleja conceptos de la armonía tonal funcional típicos del calipso, que se enmarcan dentro de los géneros del son afroantillano. Ferguson utiliza un patrón de acompañamiento en la guitarra. El tempo de la canción se relaciona con el mento jamaiquino. Su estructura rítmica de acompañamiento pertenece a un conjunto de variantes de síncopa y desplazamientos de origen africano. Sus estructuras melódicas tienen una cadencia rítmico-melódica que finaliza con un apoyo en el pulso 4 o 4 y del compás respectivo, característica propia del comportamiento fraseológico de la clave del calipso, que funciona como línea conductora de este género musical, y se origina en la cultura musical africana ashanti.

## Versiones
«Cabin in the wata» ha sido versionada por la banda costarricense Seka en estilo reggae y punk, que fue utilizada en el episodio piloto de la serie web Dele viaje.